# TWAIN
TWAIN är ett öppen gränssnitt-standard för drivrutiner av skanner som förenklar interaktion med bildhanterande tillämpningar. 